# Mohale's Hoek
Mohale's Hoek es una localidad de Lesoto, cabecera del distrito homónimo.

## Demografía
Según censo 1986 contaba con 8.526 habitantes. La estimación 2010 refiere a 22.354 habitantes.